# Чемпионат Ленинграда по футболу 1927 (ЛГСФК, весна)
Весеннее первенство Ленинграда по футболу 1927 стало XIX и третьим, проведенным Ленинградским губернским советом по физической культуре (ЛГСФК).
Победителем среди первых команд стала команда Стадион. Победителем клубного зачета стал коллектив ЦДФК.

## Конфронтация ЛГСФК с ЛГСПС
Подготовка к проведению нового сезона началась еще в начале февраля, когда секция игр ЛГСПС приступила к организации футбольных команд класса «А».
В начале марта ЛГСПС объявило предварительный состав групп «А» и «Б». В группу «А» определялись технически сильные, по мнению ЛГСПС, футбольные команды: «Красный Путиловец», «Большевик», Петроградский РСК (переименованный в Центральный клуб ЛГСПС), «Красный Выборжец», Василеостровский РСК, Центральный клуб совторгслужащих и Володарское. В группу «Б» вошли: Пролетарский завод, Урицкое, «Парижская Коммуна», «Электросила», Клуб им. Ильича, Клуб им. Карла Маркса, «Красная Заря», «Красный Путь» и Сестрорецк. По линии ЛГСФК остались только: Выборгский РСК, Центральный РСК и «Динамо» из группы «А» губсовета, а также Стадион им. Ленина и Эстонский клуб из группы «Б» губсовета.
Объявляя такой состав групп ЛГСПС решил взять на себя управление не только хоккейным (ранее профсоюзы вели работу только с «низовыми» кружками, но перед началом чемпионата Ленинграда по хоккею 1926/27 помимо первенства города, проводимого по линии ЛГСФК, для профсоюзных коллективов был организован турнир ЛГСПС, в который директивным распоряжением переманили и 3-х участников первенства ЛГСФК, что привело к разрастанию конфликта между ЛГСФК и ЛГСПС), но и футбольным хозяйством Ленинграда, фактически повелев не только профсоюзным командам, но и районным кружкам выступать в новом турнире под своей эгидой. А это были практически все сильные команды районов и заводов. В связи с чем, культотделам профсоюзов предлагалось принять меры к разъяснению кружкам их нового положения и перевести эти команды на календарь ЛГСПС. А в случае отказа районных кружков поддерживать профсоюзную линию, культотделам были даны полномочия лишать их возможности пользоваться футбольными полями профсоюзов.
В итоге, в марте противостояние двух главных спортивных организаций достигло апогея. В это противостояние были вовлечены все возможные инстанции. «Красная газета», например, 
изо дня в день публиковала открытую переписку зампреда Губсовета физкультуры Александра Никитича Панова и председателя секции физкультуры Губпрофсовета Петра Тимофеевича Усикова о переманивании игроков и целых команд. Первым выступил Панов. На заседании Губсовета физкультуры было решено, что все переходы игроков отныне допускаются только с особого разрешения президиума, и только в случае перемены спортсменом места службы или местожительства.
Однако баланс сил явно смещался в сторону профсоюзов. Товарищ Усиков пообещал вопрос о главенстве на командами поставить на рассмотрение Ленинградского губкома. Всевластный (на бумаге) ЛГСФК все же был вынужден подчиниться ЛГСПС, отобравшему у него «верховное командование» ленинградской физкультурой, но сопротивлялся до последнего. В ответ на вмешавшегося в дискуссию члена президиума Петроградского райсовета физкультуры и заведующего кафедрой физкультуры института им. Лесгафта Владимира Николаевича Короновского, товарищ Панов, полностью уверенный в своих (и Губсовета физкультуры) силах, перешел на оскорбления и пригрозил, что спор ЛГСФК с ЛГСПС в ближайшие дни будет решен компетентными органами. После таких выпадов со стороны Панова редакция «Красной газеты» посчитала дискуссию законченной.
Но, как оказалось, редакция «Красной газеты» поспешила. Буквально на следующий день на общегородском собрании правлений РСК была вынесена резолюция о необходимости сохранения райспортклубов. А на случай их ликвидации, принять все к закреплению райспортклубов за губсоветом физкультуры.
Безысходность ленинградского спора пытались преодолеть даже в Москве, на Всесоюзном совещании К/О ВЦСПС, состоявшемся 18 марта, где культотделу было поручено договориться с ВСФК о даче соответствующих директив совместно на места для урегулирования взаимоотношений между губсоветом и профорганизациями. На фоне этих событий на конфронтацию ЛГСФК и ЛГСПС обратило внимание даже главное спортивное издание страны, которое приводило свои доводы устами ленинградского корреспондента Георгия Фепонова, явно вставшего на сторону ЛГСФК.
Но буквально через неделю профсоюзы внесли новый раскол, попытавшись создать собственную судейскую коллегию для турниров ЛГСПС. Все вошедшие в новою коллегию судьи дали обязательство судить только по календарю ЛГСПС и профсоюзов. В ответ товарищ Панов провел общее собрание футбольных и хоккейных судей при губсовете физкультуры, которое приняло резолюцию пагубности разлада в коллегии и единодушно высказалось за сохранение коллегии судей при ЛГСФК.
Пока шли баталии с ЛГСФК, профсоюзы, в отличие от губсовета, продолжал работу над весенним календарем — еще во время дискуссии Панова и Усикова секция физкультуры ЛГСПС уже начала разрабатывать календарь, в который уже планировалось включать в т.ч. и новые команды. Одной из них стала (29 марта ЛГСПС уже утвердил их эмблему и нагрудные значки) команда при украинском домпросвете, в составе которой в большинстве были игроки, ранее игравшие в Харькове, Одессе и др. городах Украины. На 4 апреля уже было назначено организационное заседание представителей футбольных команд профсоюзов для выработки календаря и плана летней работы. К началу второй декады апреля уже был составлен не только проект весеннего, но и примерный состав осеннего первенства, а на 24 апреля анонсированы первые товарищеские матчи. В эту же дату истекал срок подачи заявок кружками, желающими играть по календарю ЛГСПС. Ажиотаж с переходами на фоне борьбы двух ведомств достиг столь больших размеров, что о нем упомянуло даже центральное спортивное издание: «“Скупаются” и “перекупаются” отдельные игроки, организаторы, и даже... целые клубы. Положение усугублялось ненормальной картиной взаимоотношений отдельных ведомств».
Но ЛГСФК пытался сохранить единство до последнего. Решить эту задачу был призван новый состав президиума ЛГСФК. Кроме того, чтобы создать единую линию в руководстве физкультурной работе, губпрофсовет предложил Панову занять должность заведующего секцией физкультуры ЛГСПС, и тот стал совмещать работу в профсоюзах и в губсовете физкультуры. Своей первоочередной задачей на новой должности Панов заявил урегулирование недоразумений между ЛГСФК и ЛГСПС, и выработку единого футбольного календаря как для команд губсовета, так и для профсоюзных команд.
Но выход, устраивающий всех, так и не нашли. Все шло к тому, что вместо единого весеннего первенства, будут разыграны два. Единственное, чего удалось добиться позднее (5 мая) Панову, так это сохранения единой Коллегии судей при НТК ЛКСФК, которой поручено обслуживать матчи команд губсовета и профсоюзов.
И все же, принципиальная победа осталась за профсоюзами: высшими инстанциями были приняты решения о ликвидации райсоветов (вместо них формируются спортбюро при райкомах ВКП(б)), роспуске районных клубов и передаче всей оперативной работы (т.е. проведения собственных турниров) ведомствам, и, в первую очередь, профсоюзам.
Как и в любой политической игре, крайними во всей этой ситуации оказались спортсмены. Причем несогласных с той или иной линией клеймили термином… «чемпион»-перебежчик. Доставалось даже игрокам сборной страны и Ленинграда. «Красная газета», например, направила свой очередной выпад на футболистов Выборгского РСК (бывш. «Унитас»), не согласившихся с политикой профсоюзных лидеров.
После передачи профсоюзам права проведения собственных турниров ЛГСПС объявила, что розыгрыш весеннего первенства по футболу начнется 15 мая. В розыгрыше примут участие 48 кружков, разбитых на 4 группы по 12 команд в каждой. В 1-ю группу планировалось включить наиболее сильные кружки, во 2-4 группы — более слабые. Сила коллективов учитывалась по их прошлогодним достижениям с учетом поправок, в связи с переходами игроков. Всего же 48 профсоюзных клуба выставили 192 команды (2 012 футболистов).
В это же время, 21 апреля состоялось заседание президиума ЛГСФК, где было принято решение о роспуске к 15 мая райспортклубов и создании специальной ликвидационной комиссии. Коллективы райспортклубов целиком прикреплялись к профсоюзным организациям. В связи с возникшим из-за этого массового перехода игроков сами переходы были продлены в срок до 30 апреля. 29 апреля президиум губисполкома окончательно утвердил роспуск райсоветов. Вся финансовая и административная часть райсоветов была передана в ведение ЛГСФК.
Окончательно и бесповоротно были развалены Петроградский и Выборгский РСК (бывш. «Спорт» и «Унитас»). Часть игроков из этих команд стала играть в команде при Союзе пищевиков — «Пищевкус», а другая ушла в «Динамо» и другие кружки. Василеостровкий и Центральный РСК (бывш. «Коломяги» и «Меркур») нашли приют под сенью ЦДФК — первый стал основной командой Губсовета, второй в качестве его филиала (во избежание путаницы с названиями первый стал называться Стадионом, а филиал отбросил «приставку», став просто ЦДФК). Существенно усилился «Большевик». Создались новые сильные коллективы (помимо пищевиков): строители, текстильщики, клуб «Красный Судостроитель» и др., «собравшие обильную жатву среди разбежавшихся игроков закрытых клубов», таких как Слуцк, Московско-Нарвский РСК, «Парижская Коммуна» и пр.). От развала (или, вернее, уничтожения) райспортклубов больше других выиграли «Динамо» и «Пищевкус».
Профсоюзные команды загодя начали подготовку к своему турниру — первые товарищеские матчи весеннего сезона были сыграны 23 апреля. ЛГСФК же не торопились с подготовкой: только 5 мая футбольная секция ЛГСФК объявила запись на участие в весеннем первенстве между ведомственными кружками, которые «по своим силам превосходят кружки своих ведомств, разыгрывающих самостоятельное первенство». А первые товарищеские матчи были сыграны еще позже — «Динамо», к примеру, сыграло свой первый матч только 8 мая. При этом, заявки на участие в первенстве принимались до 16 мая. 
Вследствие такой неорганизованности в первенстве ЛГСФК осталось только 4 команды: помимо «Динамо» и Эстонского клуба в нём приняли участие также Стадион и ЦДФК, находившиеся в прямом подчинении ЛГСФК.
В итоге начало первенства было определено на 22 мая как по линии ЛГСФК, так и по линии ЛГСПС. Кроме того, была определен примерная структура осеннего первенства: начало чемпионата было запланировано на август, а участие в нем должны будут принять все внепрофсоюзные клубы («Динамо», оба ЦДФК и Эстонский клуб) и лучшие 10-12 (или 12-15) профсоюзных клубов.

## Структура первенства
Турнир прошел по круговой системе в два круга — каждая команда играла с противником по 2 раза. Соревнования проводились с суммарным зачётом по результатам всех команд клуба (т.н. «клубный зачёт»): клуб, вышедший на 1-е место «клубного зачёта» становился победителем весеннего первенства, вне зависимости от места, занятого 1-й командой клуба. В чемпионате участвовали 4 клуба, каждый из которых выставлял по 4 команды:
- «Динамо» — ведомственная команда одноименного спортивного общества, относившаяся к системе ОГПУ в ЛВО.
- Стадион (Клуб при стадионе имени В.И.Ленина) — наследник бывшего Василеостровского районного кружка и клуба «Коломяги».
- ЦДФК (филиал Центрального дома физической культуры) — преемственно бывший Центральный районный кружок и клуб «Меркур», с которым сохранил общие эмблему и цвета.
- Эстонский клуб — спортивный клуб эстонской общины Ленинграда, располагавшийся в Петроградском районе на углу улиц Льва Толстого и Красных Зорь. Играл клуб на стадионе ЛГСПС (поле Губпрофсовета), находившегося позади здания, где размещался клуб, на месте нынешнего сквера Низами. Ранее выступал только в «младших» группах первенства.

## Ход турнира

### Турнирная таблица
| № | Команды        | 1   | 2   | 3   | 4   | И | В | Н | П | М     | О  |
| - | -------------- | --- | --- | --- | --- | - | - | - | - | ----- | -- |
|   | Стадион        |     | 2:2 | 4:4 | +/- | 6 | 4 | 2 | 0 | 15-12 | 10 |
|   | «Динамо»       | 5:6 |     | 4:0 | 7:0 | 6 | 3 | 1 | 2 | 22-10 | 7  |
|   | ЦДФК           | 1:3 | +/- |     | 4:0 | 6 | 3 | 1 | 2 | 13-14 | 7  |
| 4 | Эстонский клуб | -/+ | 2:4 | 3:4 |     | 6 | 0 | 0 | 6 | 5-19  | 0  |

## Матч между чемпионами ЛГСФК и ЛГСПС
31 июля были проведены товарищеские игры между командами ЦДФК (победитель весеннего первенства ЛГСФК в «клубном зачете») и «Пищевкус» (победитель весеннего первенства ЛГСПС). Игры проходили на центральной спортивной площадке ЛГСПС (поле Губпрофсовета) между всеми 4 командами клубов.
Смотреть на матч победителей весеннего первенства собралась многотысячная толпа зрителей. Команды формировались из лучших сил, находившихся в наличности: в старшей команде Пищевиков отсутствовали М.Бутусов и Ежов, в старшей команде ЦДФК — Данилевич, Полунин и Григорьев. Но в виду разъезда многих игроков, отсутствующие футболисты вынужденно заменялись игроками третьих команд.
Вследствие весенней конфронтацией ведомств, замкнувшей клубы в два самостоятельных календаря, первая команда Пищевиков имела больше возможности тренироваться, сыграв 10 официальных и, минимум, еще 5 товарищеского игр. Стаж ЦДФК был более скромен: кроме 2-3 товарищеских игр календарь ЛГСФК дал возможность первой команде ЦДФК сыграть не более 5 официальных игр.
Вследствие этого, Пищевики выглядели в матче с ЦДФК в более лучшей игровой форме, что показало всю нецелесообразность разделения первенства на два календаря: игры закончились победой Пищевиков в первой и второй командах с одинаковым счетом 3:2 (причем, первая команда ЦДФК постоянно была в роли догоняющей, а вторая команда ЦДФК уже в 1-м тайме проигрывала со счетом 0:3), в третьих 4:1 (при этом, третья команда ЦДФК прошла весенний сезон без поражений) и проигрышем только в четвертых командах с минимальным счетом 1:2 при упорной борьбе обеих команд.
Матч первых команд:
| «Пищевкус»                                                     | 3:2 (2:1) | ЦДФК                               |
| -------------------------------------------------------------- | --------- | ---------------------------------- |
| - ??? (1:0) <15′ · Москалёв (2:1) >40′ · Колотушкин (3:2) >80′ | (отчёт)   | Барулин (1:1) · Шелагин (2:2) ~60′ |

| Пищевкус: П.Гусев – А.Корнилов, М.Юденич – А.Гуськов, М.Кононов, А.Петров – К.Егоров, М.Колотушкин, П.Москалёв, П.Антипов, П.Бутусов ЦДФК: В.Горшков – М.Сергеев, В.Топталов – Ф.Реш, И.Столяров, ??? – ???, К.Уннам, Н.Барулин, Б.Шелагин, Кузнецов |

### Периодика
- «Красная газета» Ленинград 1927. РНБ — primo.nlr.ru.
- «Красный спорт» Москва 1927. «Поиск по архивам» (Яндекс) — yandex.ru.
- «Спартак» Ленинград 1927. НЭБ — rusneb.ru.
  - «Листок футболиста» (бесплатное приложение к еженедельному журналу «Спартак») Ленинград 1927. НЭБ — rusneb.ru.